# Lycaena cuneigera
Lycaena cuneigera är en fjärilsart som beskrevs av Tutt 1906. Lycaena cuneigera ingår i släktet Lycaena och familjen juvelvingar. Inga underarter finns listade i Catalogue of Life.